# Ingela Ericsson
Ingela Linnéa Ericsson (* 26. November 1967 in Nyköping), nach Heirat Ingela Nordenberg, ist eine ehemalige schwedische Kanutin.

## Karriere
Ingela Ericsson sicherte sich bei zwei Olympiateilnahmen einmal den Gewinn der Bronzemedaille mit dem Vierer-Kajak auf der 500-Meter-Strecke. Ihr Olympiadebüt gab sie 1996 in Atlanta an der Seite von Anna Olsson, Agneta Andersson und Susanne Rosenqvist. Die Schwedinnen belegten im Vorlauf den zweiten Platz und zogen so direkt in den Finallauf ein. In 1:32,917 schlossen sie diesen auf dem Bronzerang ab, hinter den Deutschen auf Rang eins und den Schweizerinnen auf dem zweiten Platz. Während sie bereits auf die Schweizerinnen im Ziel nur 0,2 Sekunden Rückstand hatten, betrug auch ihr Vorsprung auf Rang vier, den die Chinesinnen belegten, nur 0,17 Sekunden. Vier Jahre darauf startete Ericsson in Sydney mit Anna Olsson im Zweier-Kajak. Zwar gelang ihnen als Dritte ihres Vorlaufs die direkte Finalqualifikation, im Endlauf kamen sie jedoch nach 2:04,574 Minuten nicht über den achten und damit vorletzten Platz hinaus.
Ericsson war bei Weltmeisterschaften im Vierer-Kajak ebenfalls erfolgreich. Ihre erste Medaille sicherte sie sich 1994 in Mexiko-Stadt mit der Bronzemedaille über 500 Meter. 1995 in Duisburg und 1997 in Dartmouth belegte sie jeweils auf der 200-Meter-Distanz den dritten Platz. Auf dieser Strecke wurde sie 1998 in Szeged schließlich Vizeweltmeisterin.